# Plauen
Plauen (czes. Plavno, grnłuż. Pławno) – miasto powiatowe we wschodniej części Niemiec, w kraju związkowym Saksonia, siedziba powiatu Vogtland, u podnóża Rudaw, nad Białą Elsterą. Liczy ok. 66 tys. mieszkańców.
Do 31 lipca 2008 Plauen było miastem na prawach powiatu, do 29 lutego 2012 należało do okręgu administracyjnego Chemnitz.

## Historia

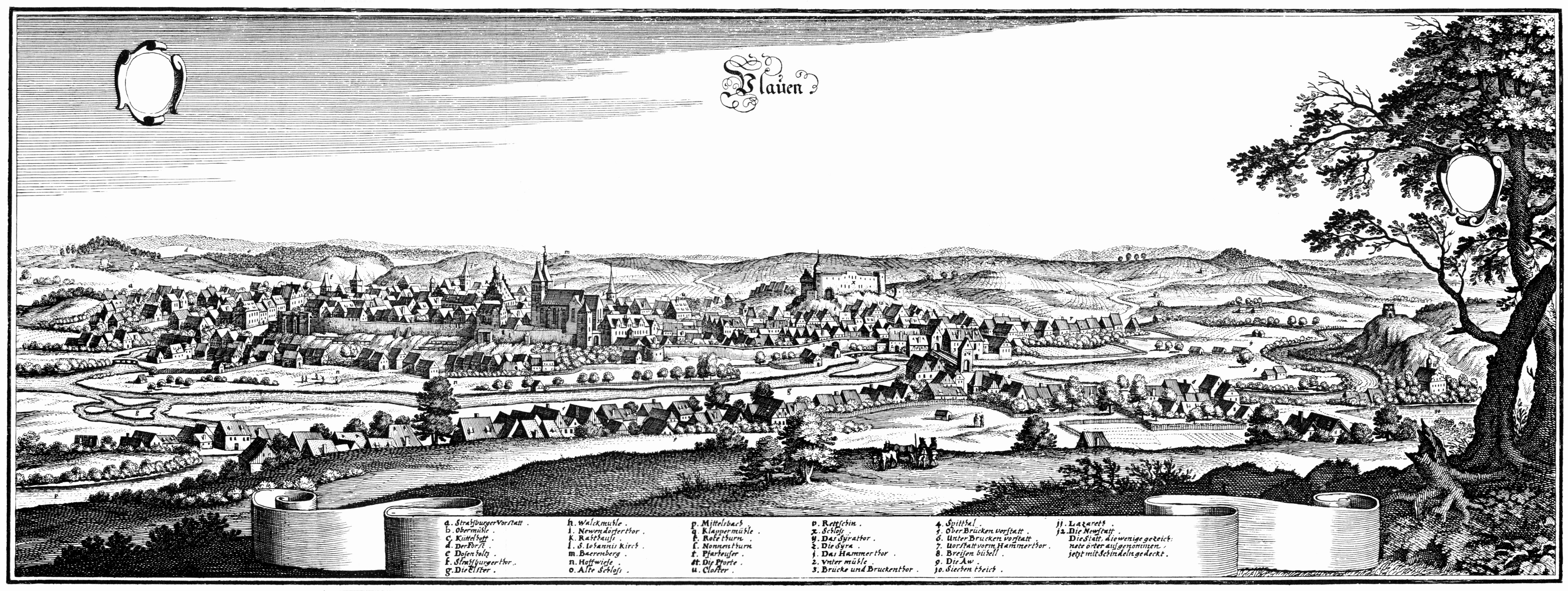
Miasto w XVII wieku

Miejscowość po raz pierwszy wzmiankowana w 1122 pod słowiańską nazwą Plawe. Stanowiła część Vogtlandu, znajdującego się w późnym średniowieczu pod zwierzchnictwem Czech jako lenno. W XIII w. powstał w Plauen zamek lokalnych wójtów, a miejscowość otrzymała prawa miejskie. W czasie wojen husyckich w 1430 miasto oblegali husyci pod wodzą Prokopa Wielkiego. W 1466 miasto zostało włączone do Saksonii. W latach 1657–1718 przynależało do księstwa Saksonii-Zeitz (z przerwą na okupację szwedzką w l. 1706–1707), po czym od 1718 do 1763 znajdowało się we władaniu królów Polski Augusta II i Augusta III jako część Elektoratu Saksonii.
Na przełomie XIX i XX wieku Plauen było czwartym miastem pod względem ludności w Królestwie Saksonii po Lipsku, Dreźnie i Chemnitz. W 1903 znacząco poszerzono granice miasta, przyłączając osady Kleinfriesen, Reusa, Sorga, Tauschwitz, po czym populacja miasta przekroczyła barierę 100 tysięcy.
W czasie II wojny światowej znajdowała się tu filia niemieckiego obozu koncentracyjnego Flossenbürg. W końcowym okresie wojny 10 kwietnia 1945 miasto zostało zbombardowane przez aliantów. Zginęło około 900 osób. Od 16 kwietnia 1945 pod okupacją amerykańską, od 1 lipca w radzieckiej strefie okupacyjnej, w latach 1949–1990 część NRD.
W 1950 i 1999 ponownie znacząco rozszerzono granice miasta.
Do 31 lipca 2008 Plauen było miastem na prawach powiatu, następnego dnia wskutek reformy administracyjnej zostało wcielone do powiatu Vogtland.

## Zabytki
- kościół św. Jana, poświęcony w 1122 roku, podarowany w 1224 roku zakonowi krzyżackiemu
- Nonnenturm (dosł. Wieża zakonnic) z ok. 1200 r.
- ruiny zamku wójtów(inne języki), sięgającego XIII w.
- zamek w Jößnitz(inne języki), sięgający XIII w.
- komturia, sięgająca XIII w.
- ratusz miejski wzmiankowany po raz pierwszy w 1382 r. z zegarem z 1548 r.
- słup dystansowy poczty polsko-saskiej z 1725 r. ozdobiony herbem Polski, monogramem polskiego króla Augusta II Mocnego i polską koroną królewską
- dom słodowy (Malzhaus) z 1727 r.
- Muzeum Vogtlandu(inne języki) (Vogtlandmuseum) w kamienicy z l. 1787–1789
- kościół św. Pawła(inne języki) z 1897 r. (neogotycki)
- Teatr Plauen-Zwickau(inne języki) z l. 1897–1898
- kościół św. Marka(inne języki) z pocz. XX w.

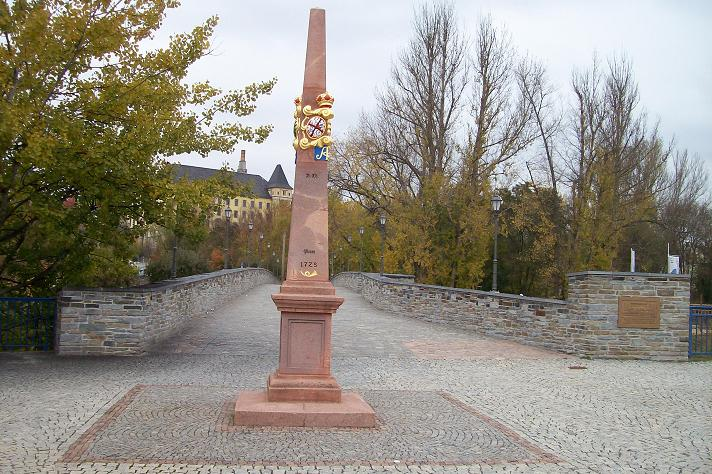
Polsko-saski słup dystansowy
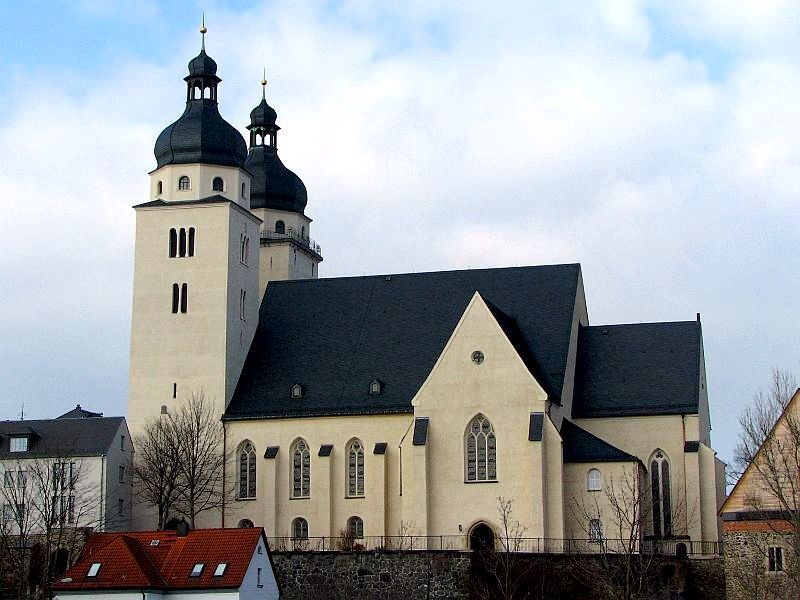
Kościół św. Jana
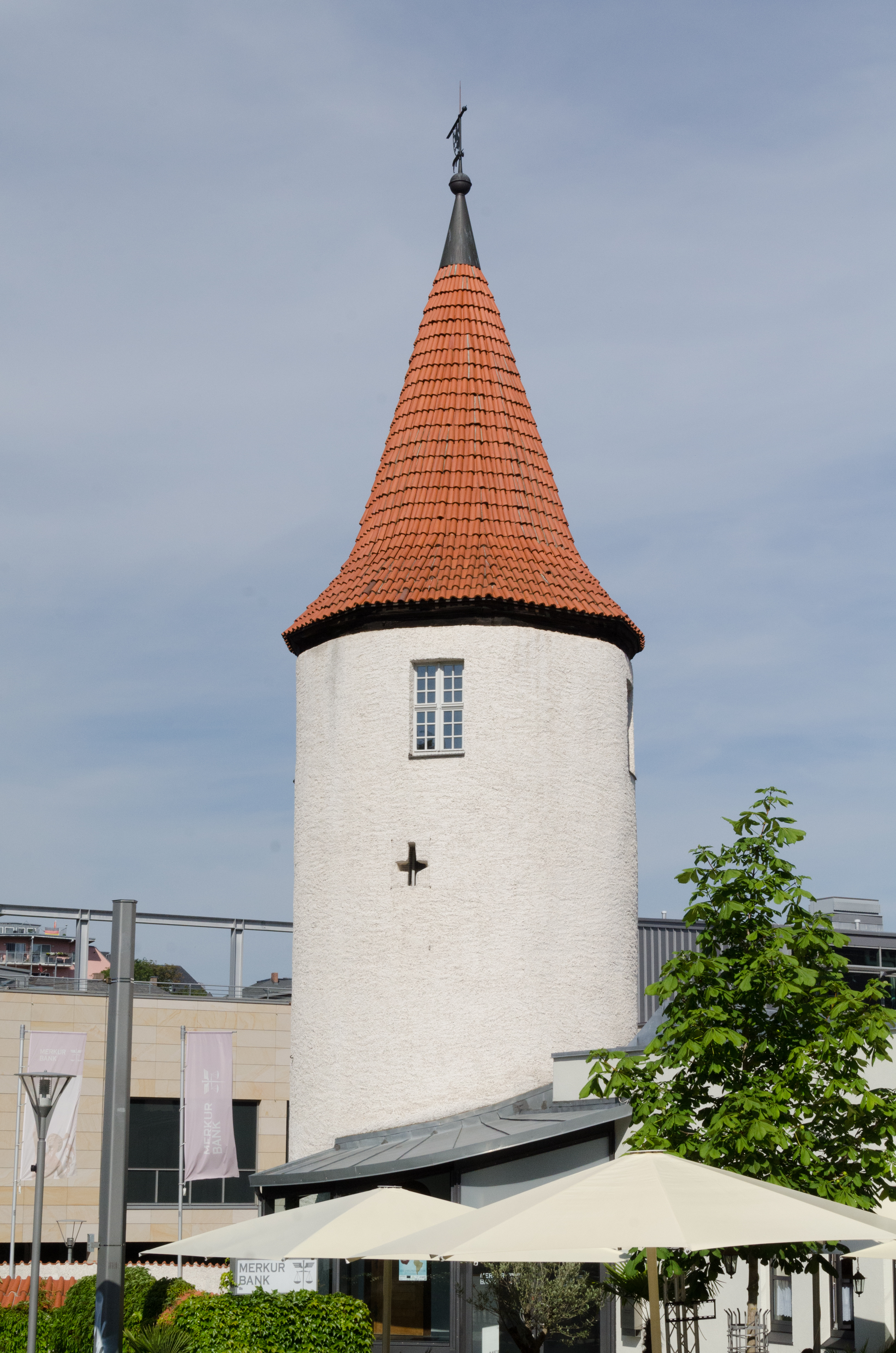
Nonnenturm
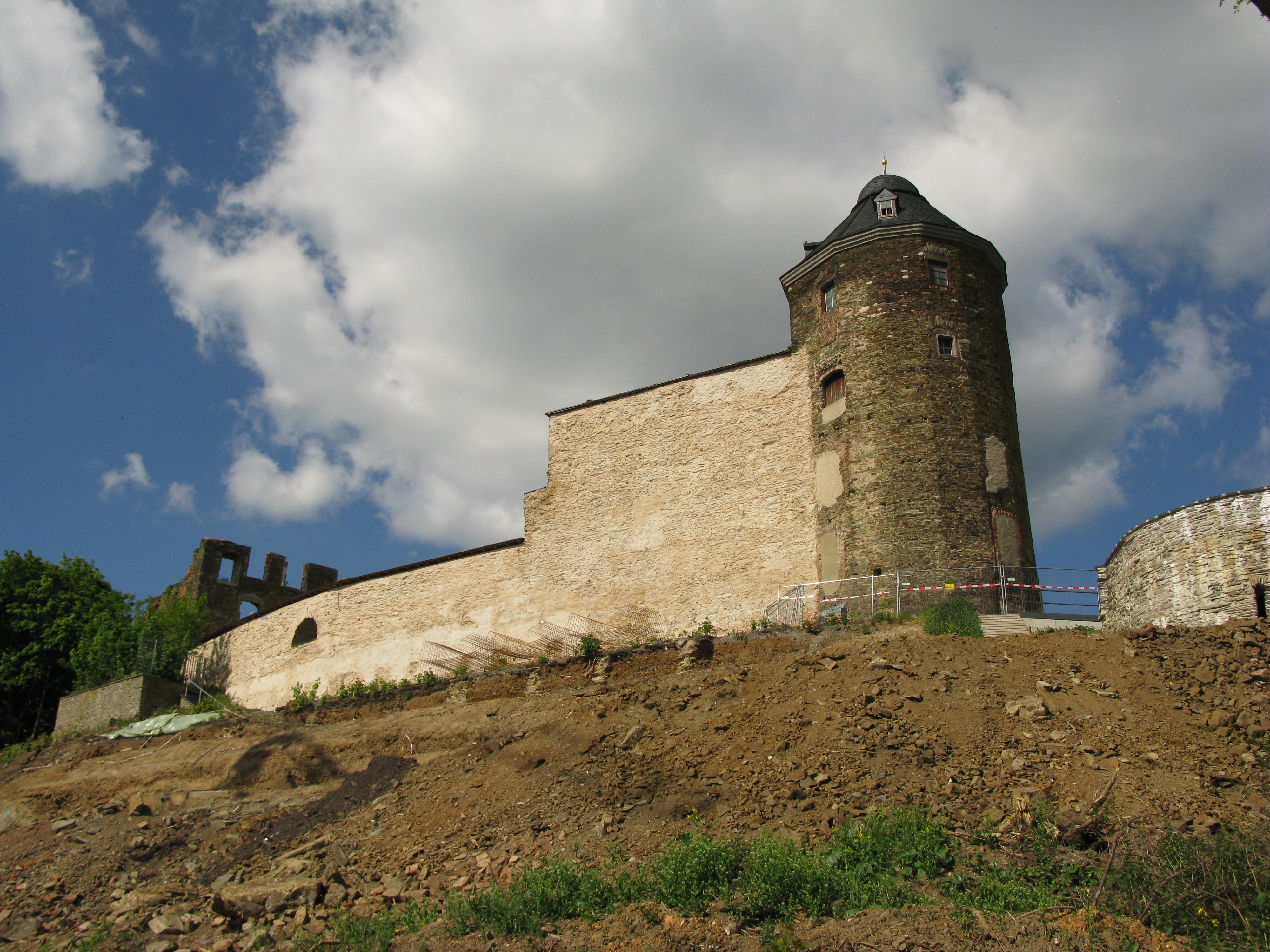
Zamek wójtów
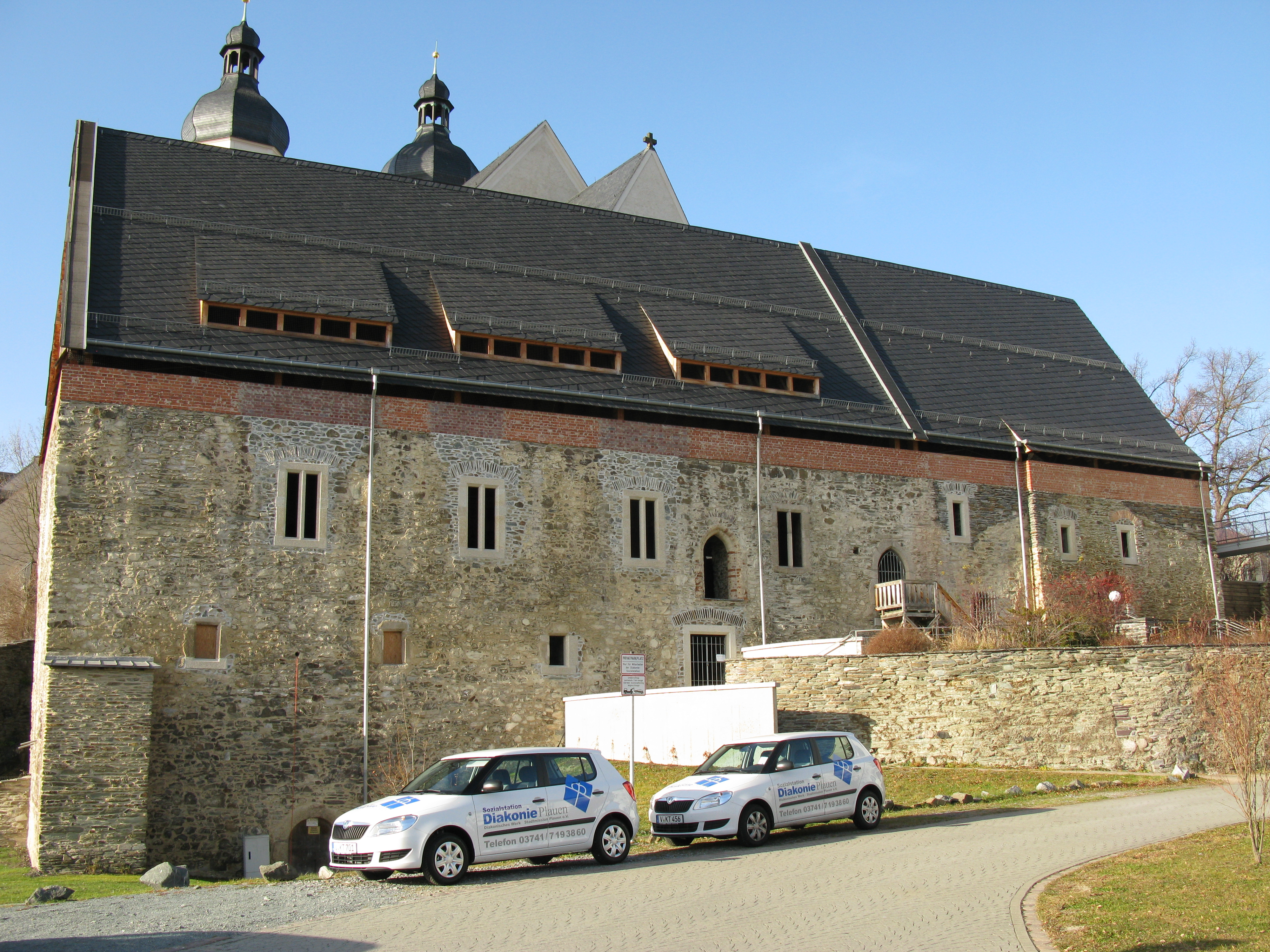
Komturia
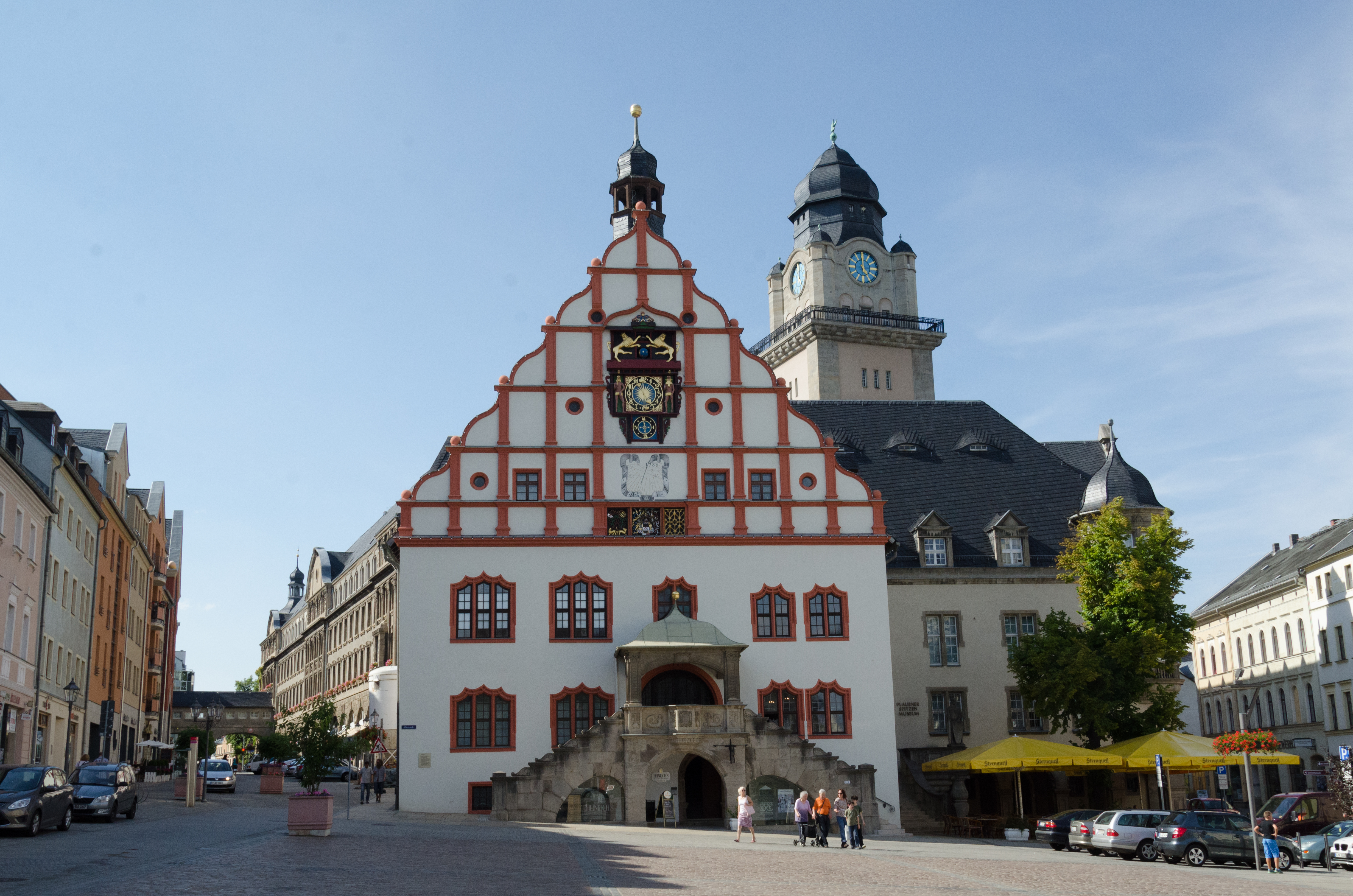
Ratusz

## Demografia
Zmiany populacji miasta od 1458 do 2017 roku:

Najwyższą populację miasto osiągnęło przed I wojną światową – w 1912 liczyło 128 014 mieszkańców.

## Gospodarka
W mieście rozwinął się przemysł maszynowy, metalowy, elektrotechniczny oraz włókienniczy.

## Podział administracyjny
Miasto dzieli się na pięć okręgów i 38 dzielnic:

- Centrum: Altstadt (Stare Miasto), Bahnhofsvorstadt, Dobenau, Neustadt (Nowe Miasto), Obere Aue, Schloßberg
- Północ: Hammertorvorstadt, Haselbrunn, Preißelpöhl, Reißig, Reißiger Vorstadt, Reißigwald mit Lochhaus, Jößnitz, Steinsdorf, Kauschwitz, Zwoschwitz, Röttis
- Wschód: Alt Chrieschwitz, Chrieschwitz, Großfriesen, Kleinfriesen, Reusa mit Sorga, Reichenbacher Vorstadt, Tauschwitz
- Południe: Hofer Vorstadt, Meßbach, Oberlosa, Ostvorstadt, Reinsdorf, Stöckigt, Südvorstadt, Thiergarten, Unterlos
- Zachód: Bärenstein, Neundorfer Vorstadt, Siedlung Neundorf, Syratal, Neundorf, Straßberg

## Transport

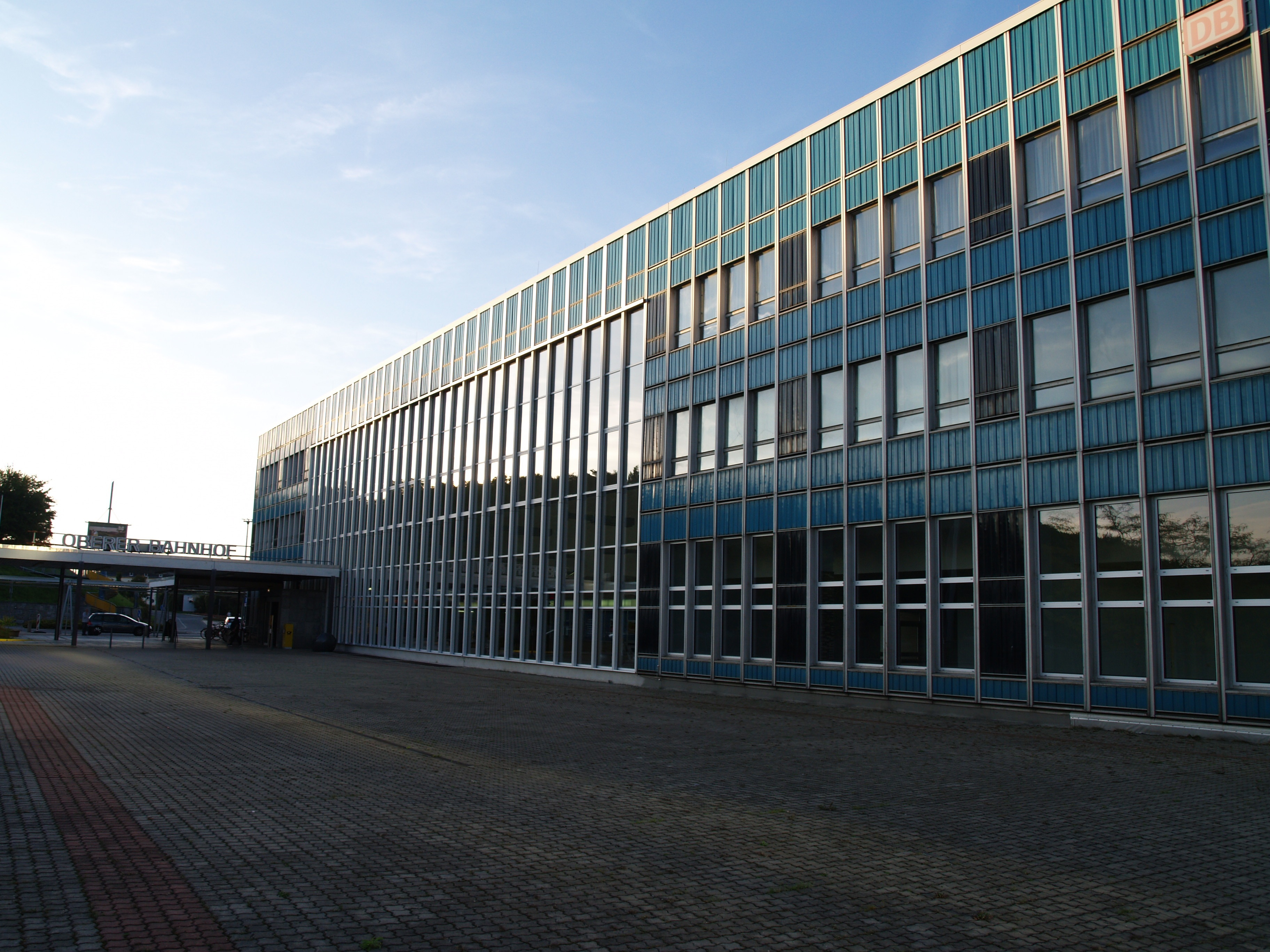
Dworzec kolejowy

W mieście znajduje się stacja kolejowa Plauen (Vogtland) Oberer Bahnhof.

## Sport
- VFC Plauen – klub piłkarski

## Urodzeni w Plauen
- Carl Gottlob Anstadt – fabrykant, twórca pierwszego przemysłowego browaru w Łodzi
- André Ochodlo – polski aktor, reżyser teatralny, pieśniarz
- Heinrich von Plauen – Wielki Mistrz Zakonu Krzyżackiego

## Współpraca
- Czechy: Aš
- Węgry: Cegléd
- Bawaria: Heilsbronn (kontakty utrzymuje dzielnica Jößnitz), Hof
- Polska: Pabianice
- Nadrenia Północna-Westfalia: Siegen
- Austria: Steyr
- Litwa: Szawle